# Locomotiva FS 194
Le locomotive gruppo 194 erano locomotive a vapore per treni merci, di rodiggio 0-3-0, pervenute dopo il 1918 alle Ferrovie dello Stato Italiane come risarcimento danni bellici.

## Storia
Le locomotive provenivano dal parco rotabili, per trazione di treni merci, delle ferrovie imperial regie di stato austriache; erano state costruite dalle fabbriche di locomotive Sigl e Neustädter Lokomotivfabrik di Vienna e Maffei di Monaco di Baviera tra il 1868 e il 1870. La serie era stata inquadrata nel gruppo 34 che subì, come altri gruppi di locomotive, la cessione ad altri stati per ripagare i danni di guerra dopo la prima guerra mondiale. L'Italia ne ebbe inizialmente assegnate 5 unità ma due di esse non vennero immatricolate nel gruppo 194 risultando poi in carico alle ferrovie jugoslave; le 194 vennero demolite molto presto, tra 1924 e 1925.

## Corrispondenza locomotive ex kkStB e numerazione FS[3]
| Numero e gruppo FS | numero e gruppo kkStB | fabbrica | anno di fabbricazione | demolizione o alienazione |
| ------------------ | --------------------- | -------- | --------------------- | ------------------------- |
| 194.001            | 34.06                 | Sigl     | 1868                  | 1925                      |
| 194.002            | 34.07                 | Sigl     | 1868                  | 1924                      |
| 194.003            | 34.26                 | Maffei   | 1870                  | 1924                      |